# Siegfried de Suède
 (janvier 2024).
Si vous disposez d'ouvrages ou d'articles de référence ou si vous connaissez des sites web de qualité traitant du thème abordé ici, merci de compléter l'article en donnant les références utiles à sa vérifiabilité et en les liant à la section « Notes et références ».
Saint Siegfried est né en Angleterre. Prêtre puis évêque, il fut envoyé en Norvège à la demande d'Olaf Tryggvason puis se rendit en Suède où il réussit à convertir le roi Olof Skötkonung en 1008,. Mort en 1045, il fut nommé Saint patron de la Suède.  
Il fut canonisé par le Pape Adrien IV.
Sa fête est le 15 février.